# Erehof Hindeloopen
Erehof Hindeloopen is gelegen op het kerkhof van de Grote Kerk in de Kerkstraat in Hindeloopen (Nederlandse provincie Friesland). Er staan elf stenen, vijf daarvan zijn van tot op heden onbekend gebleven luchtmachtmilitairen. Op de stenen staan de volgende namen:
| Naam                       | Functie                      | Onderdeel                         | Sq                   | Overleden  | Leeftijd |
| -------------------------- | ---------------------------- | --------------------------------- | -------------------- | ---------- | -------- |
| Wilbur Henry Chapman       | Sergeant                     | Royal Australian Air Force        | 514e Squadron        | 22-01-1944 | 26       |
| Roy Oswald Fulton          | Boordwerktuigkundige         | Royal Canadian Air Force          | 83e (RAF) Squadron   | 05-03-1943 |          |
| John Lewis Organ           | Boordschutter                | Royal Air Force                   | 83e Squadron         | 05-03-1943 | 23       |
| Bernard William Palastanga | Waarnemer                    | Royal Air Force Volunteer Reserve | 408e (RCAF) Squadron | 07-11-1941 | 21       |
| Alfred Bakes Springett     | Radio-operator               | Royal Air Force Volunteer Reserve | 51e Squadron         | 22-11-1943 | 23       |
| Gordon Robert Sugar        | Radio-operator/boordschutter | Royal Air Force                   | 83e Squadron         | 13-06-1943 | 22       |
| Unknown                    | Luchtmachtofficier           | Royal Canadian Air Force          |                      | 29-11-1943 |          |
| Unknown                    | Luchtmachtmilitair           | Royal Canadian Air Force          |                      |            |          |
| Unknown                    | Luchtmachtmilitair           | Royal Air Force                   |                      | 26-07-1944 |          |
| Unknown                    | Luchtmacht sergeant          | Royal Air Force                   |                      | 01-12-1941 |          |
| Unknown                    | Luchtmachtmilitair           | Royal Air Force                   |                      | 31-08-1943 |          |

## Geschiedenis
In de nacht van 6 op 7 november 1941 voerde het 408e Canadese Squadron met Hampden-bommenwerpers een missie uit richting Duitsland. Op de terugweg bij de Nederlandse kust werd de Hampden nr. AD 972 aangevallen door een Duitse nachtjager. Door een schroefduikvlucht te maken, wisten ze de vijand van zich af te schudden. Toen de piloot daarna een bemanningscheck hield, gaf de waarnemer sergeant Palastanga geen antwoord. Bij controle bleek zijn ontsnappingsluik open te staan en zijn parachute uit het rek verdwenen. Sergeant Palastanga werd als vermist opgegeven. Pas na de oorlog bleek uit een rapport van het Rode Kruis dat het stoffelijk overschot op 12 april 1942 was aangespoeld aan de Friese kust bij Hindeloopen. Hij was begraven op het kerkhof van Hindeloopen. De Hampden keerde veilig terug op de thuisbasis het vliegveld Syerston.
Op 22 november 1943 stortte een Halifax, de LW 286 van het 51e Squadron, door nog onbekende oorzaak in het IJsselmeer tussen Urk en Hindeloopen. Het toestel was op missie naar Berlijn. Alle zeven bemanningsleden kwamen bij de crash om het leven, daarvan zijn er vier tot op heden vermist. Sergeant A.B. Springett ligt begraven op het dit erehof Hindeloopen. De overige bemanningsleden:
| F.H. Moynihan  | Navigator            | Royal Air Force Volunteer Reserve | 23 | Erehof Lemmer      |
| E.H.G. Dyer    | Boordschutter        | Royal Air Force Volunteer Reserve | 19 | Erehof Oud-Leusden |
| J.E. Whitehead | Boordschutter        | Royal Air Force Volunteer Reserve | 20 | Vermist            |
| H.F. Farley    | Piloot               | Royal Air Force Volunteer Reserve | 30 | Vermist            |
| S.H. Godfrey   | Boordwerktuigkundige | Royal Air Force Volunteer Reserve | 21 | Vermist            |
| H.O. Hetterley | Bommenrichter        | Royal Air Force Volunteer Reserve | 21 | Vermist            |

De namen van de vermisten staan vermeld op het Runnymede Memorial.
Op 22 januari 1944  stortte een Lancaster, de DS 824 van het 514e Squadron, in het noordelijk deel van het IJsselmeer. De zeven bemanningsleden kwamen daarbij om het leven. Drie daarvan zijn tot op heden vermist. Sergeant Chapman ligt begraven op dit erehof. De overige bemanningsleden:
| J.K. Williams | Piloot               | Royal Air Force Volunteer Reserve |    | Erehof Stavoren |
| J.R. Keenen   | Boordwerktuigkundige | Royal Air Force Volunteer Reserve |    | Vermist         |
| L.N. Millis   | Navigator            | Royal Air Force Volunteer Reserve | 22 | Erehof Makkum   |
| D.F. Henshaw  | Luchtmachtofficier   | Royal Air Force Volunteer Reserve | 27 | Vermist         |
| A.Pratt       | Sergeant             | Royal Air Force Volunteer Reserve |    | Vermist         |
| E.A. Lane     | Boordschutter        | Royal Air Force Volunteer Reserve |    | Erehof Makkum   |

De namen van de vermisten staan vermeld op het Runnymede Memorial.